# Aer Lingus

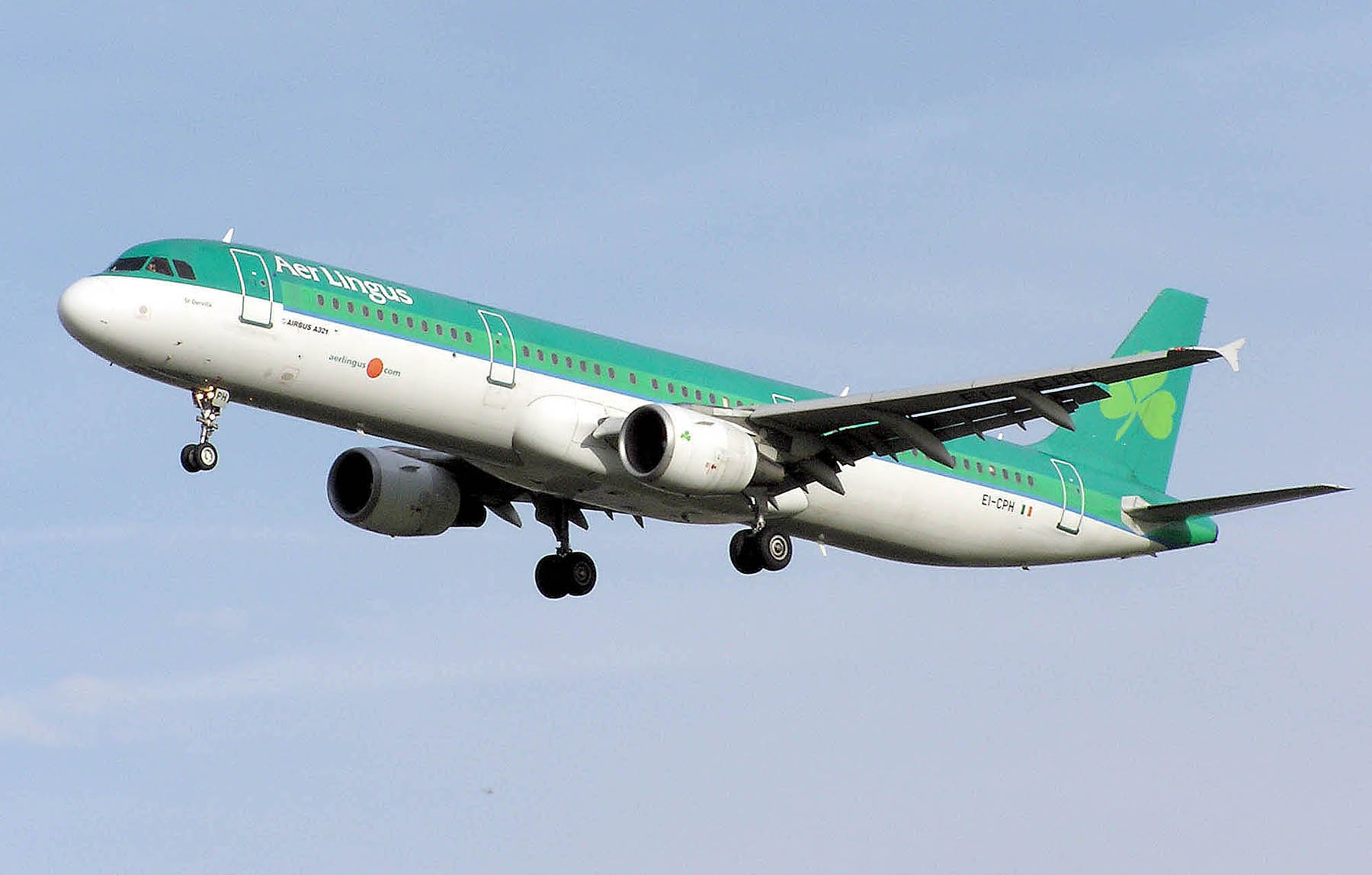
Airbus A321-200

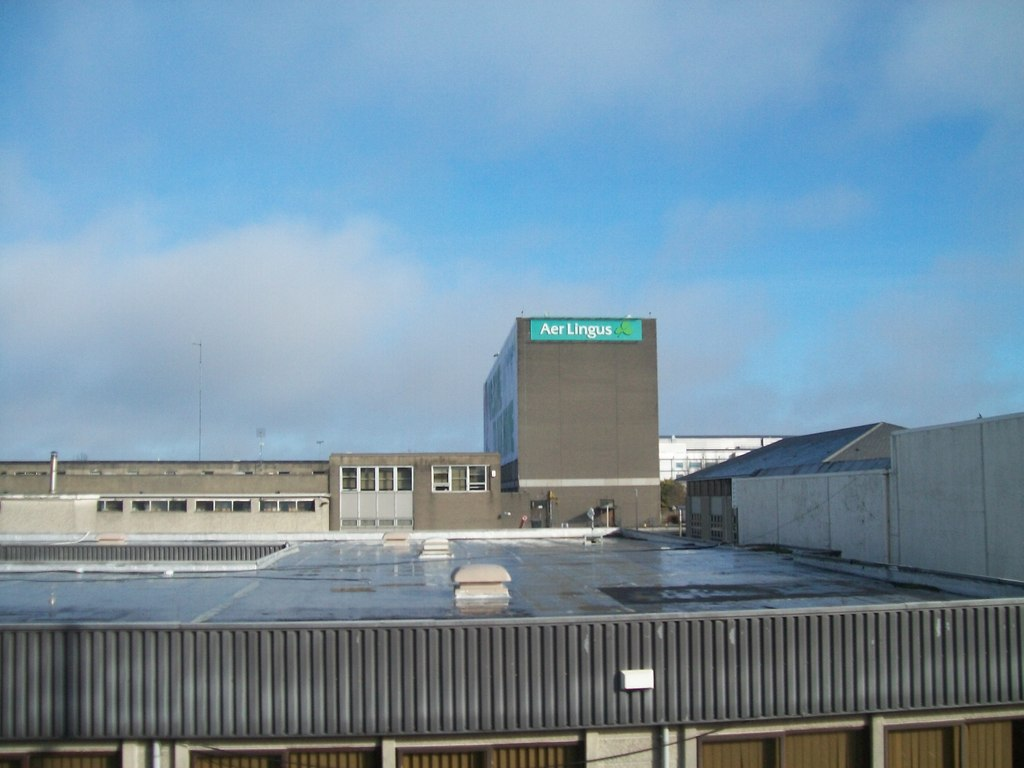
Sediul Aer Lingus

Aer Lingus este compania aeriană națională a Irlandei. Deși este companie de stat, sunt planuri pentru privatizarea sa în curând. Compania este bazată în Dublin și a fost fondată în 1936. A fost membră a alianței de aviație Oneworld.